# Tyleria phelpsiana
Tyleria phelpsiana är en tvåhjärtbladig växtart som beskrevs av Bassett Maguire och Steyerm.. Tyleria phelpsiana ingår i släktet Tyleria och familjen Ochnaceae. Inga underarter finns listade i Catalogue of Life.